# Studia Medievalia Septentrionalia
Die Studia Medievalia Septentrionalia (SMS) ist eine interdisziplinär ausgelegte Schriftreihe der Mediävistik. Sie wird seit 1996 durch den österreichischen Philologen Rudolf Simek herausgegeben und wird im Verlag Fassbaender in Wien verlegt. In der Reihe sind bisher 23 Einzelbände publiziert worden.
In der Studia Medievalia Septentrionalia werden Themen dem Reihen-Titel nach behandelt, die sich auf das Gebiet des nordnordwestlichen Europa des Frühmittelalters bis zum Hochmittelalter beziehen und mit diesem verbunden sind. Das Spektrum reicht von historischen Abhandlungen über philologische und kulturwissenschaftliche und religionswissenschaftliche Themen, bis zu wissenschaftshistorischen Arbeiten. Ziel ist es, dem Herausgeber nach, ein Forum zu bieten das allen Disziplinen der Mediävistik dienen soll.